# Cladura bradleyi
Cladura bradleyi är en tvåvingeart som först beskrevs av Alexander 1916.  Cladura bradleyi ingår i släktet Cladura och familjen småharkrankar. Inga underarter finns listade i Catalogue of Life.